# Banias
Banias (în arabă بانياس الحولة; în ebraică בניאס; Iudeo-aramaică, ebraică medievală: פמייס etc.; în greacă veche Πανεάς) este un sit antic care s-a dezvoltat în jurul unui izvor asociat cândva cu zeul grec Pan. A fost locuit timp de 2.000 de ani, până când a fost abandonat și distrus în urma Războiului de șase zile. Este situat la poalele Muntelui Hermon, la nord de Înălțimile Golan, în partea Siriei ocupată și anexată de Israel. Izvorul este sursa râului Banias, unul dintre principalii afluenți ai râului Iordan. Arheologii au descoperit un altar dedicat lui Pan și zeităților înrudite și rămășițele unui oraș antic fondat cândva după cucerirea de către Alexandru cel Mare și locuit până în 1967; orașul antic a fost menționat în Evangheliile după Matei și Marcu cu numele de Caesarea Philippi.